# (9740) 1987 ST11
(9740) 1987 ST11 (1987 ST11, 1969 UQ2) — астероїд головного поясу, відкритий 23 вересня 1987 року.
Тіссеранів параметр щодо Юпітера — 3,532.